# Thymus parnassicus
Thymus parnassicus — вид рослин родини глухокропивові (Lamiaceae), поширений у Албанії, Греції, Туреччині, Югославії.

## Поширення
Поширений у Албанії, Греції, Туреччині, Югославії.